# 明尼蘇達州第五國會選區
明尼蘇達州第五國會選區（英語：Fifth Congressional District of Minnesota）是美国明尼蘇達州的八個國會選區之一，始於1883年，2013年起位於該州的中部，包括最大城市明尼阿波利斯大部份地區。
該選區在早期一直為共和黨所壟斷，但自1965年起當區聯邦眾議員一直都是民主黨人。2007至2019年代表本區的是民主黨的凱斯·埃里森，他是眾議院第一位穆斯林議員。現任的伊尔汗·奥马尔也是美國前兩位女性穆斯林議員之一。